# Jacques-Henri Wustenberg
Jacques-Henri II Wustenberg (1er octobre 1790, Bordeaux - 16 octobre 1865, Bordeaux), négociant bordelais, est un homme politique français du XIXe siècle. Il est issu par son père d'une famille allemande et protestante qui s'intégra au milieu négociant bordelais grâce aux mariages et aux associations financières.

## Biographie
« Fils du sieur Jacques-Henry Wustenberg, vice-consul de Prusse et négociant de Bordeaux, et de dame Henriette Delorthe », Jacques-Henri II prit la direction de la maison de vins fondée par son père en 1779, devint membre de la chambre de commerce de Bordeaux en 1824, président de cette chambre à plusieurs reprises, de 1835 à 1848, juge au tribunal de commerce (1832), membre de la commission municipale (1830), adjoint au maire (1832), conseiller général (1834), et membre du conseil supérieur du commerce (même année).
Il fut aussi actionnaire de la société Henry Romberg, Bapst et Cie, compagnie qui organisa six expéditions de traite négrière. Il habitait avec sa famille au n°63 pavé des Chartrons (renommé Cours Xavier Arnozan) à Bordeaux.
Il fut élu, le 21 juin 1834, député du 1er collège de la Gironde (Bordeaux), contre M. de Saget et M. Dariste. Il prit place au centre et vota avec les conservateurs. Il obtint sa réélection, le 4 novembre 1837 ; le 2 mars 1839 ; et le 9 juillet 1842, contre M. de Cormenin.
Il donna constamment son suffrage à la politique ministérielle, se prononça notamment pour l'indemnité Pritchard, et fut nommé pair de France le 21 juillet 1846. M. Wustenberg siégea au palais du Luxembourg jusqu'à la révolution de Février 1848. Puis, à partir de cette date, celui que les légitimistes surnommaient "le Napoléon des Chartrons", pour dénoncer la "coterie Wustenberg", abandonne la vie politique.
Chevalier de la Légion d'honneur, il était en outre, depuis 1831, membre du consistoire protestant, et régent de la Banque de Bordeaux.
En 1874, la ville de Bordeaux de Bordeaux donne son nom à une rue du quartier Saint-Seurin.